# Телица (река)
Телица (укр. Телиця, другое название — Теличка) — река во Львовском районе Львовской области Украины. Правый приток реки Рата (бассейн Вислы).
Длина реки 10 км, площадь бассейна 31,1 км². Долина преимущественно узкая. Русло слабоизвилистое. Пойма часто односторонняя. В селе Потелич на реке есть каскад прудов.
Берёт начало около села Горканы, между холмами Расточья. Течёт сначала на северо-запад, далее — преимущественно на северо-восток и север. Впадает в Рату к югу от села Боровое.